# Chambroncourt
Chambroncourt ist eine französische Gemeinde mit 48 Einwohnern (Stand 1. Januar 2022) im Département Haute-Marne in der Region Grand Est. Sie gehört zum Arrondissement Chaumont, zum Kanton Poissons und zum Gemeindeverband Bassin de Joinville en Champagne. 

## Geographie
Chambroncourt liegt 38 Kilometer nordöstlich von Chaumont an der Grenze zum Département Vosges. Das 10,18 km2 große Gemeindegebiet weist keine oberirdischen Fließgewässer aus und ist im Norden und Süden von Wäldern bedeckt. Der Plémont im Osten der Gemeinde bildet mit 408 Metern über dem Meer die höchste Erhebung. Auch im Westen der Gemeinde erhebt sich das Gelände auf knapp über 400 Höhenmeter, hier wird Windenergie gewonnen. Die Nachbargemeinden sind Morionvilliers im Norden, Trampot im Osten,  Aillianville (Berührungspunkt) und Orquevaux im Südosten, Leurville im Süden und Westen sowie Épizon im Nordwesten.

## Geschichte
Das Priorat von Chambroncourt wurde vor 1100 von der Abtei Molesme begründet.

## Bevölkerungsentwicklung
| Jahr                       | 1962 | 1968 | 1975 | 1982 | 1990 | 1999 | 2008 | 2020 |
| Einwohner                  | 82   | 62   | 48   | 45   | 42   | 41   | 39   | 49   |
| Quellen: Cassini und INSEE |      |      |      |      |      |      |      |      |

## Sehenswürdigkeiten

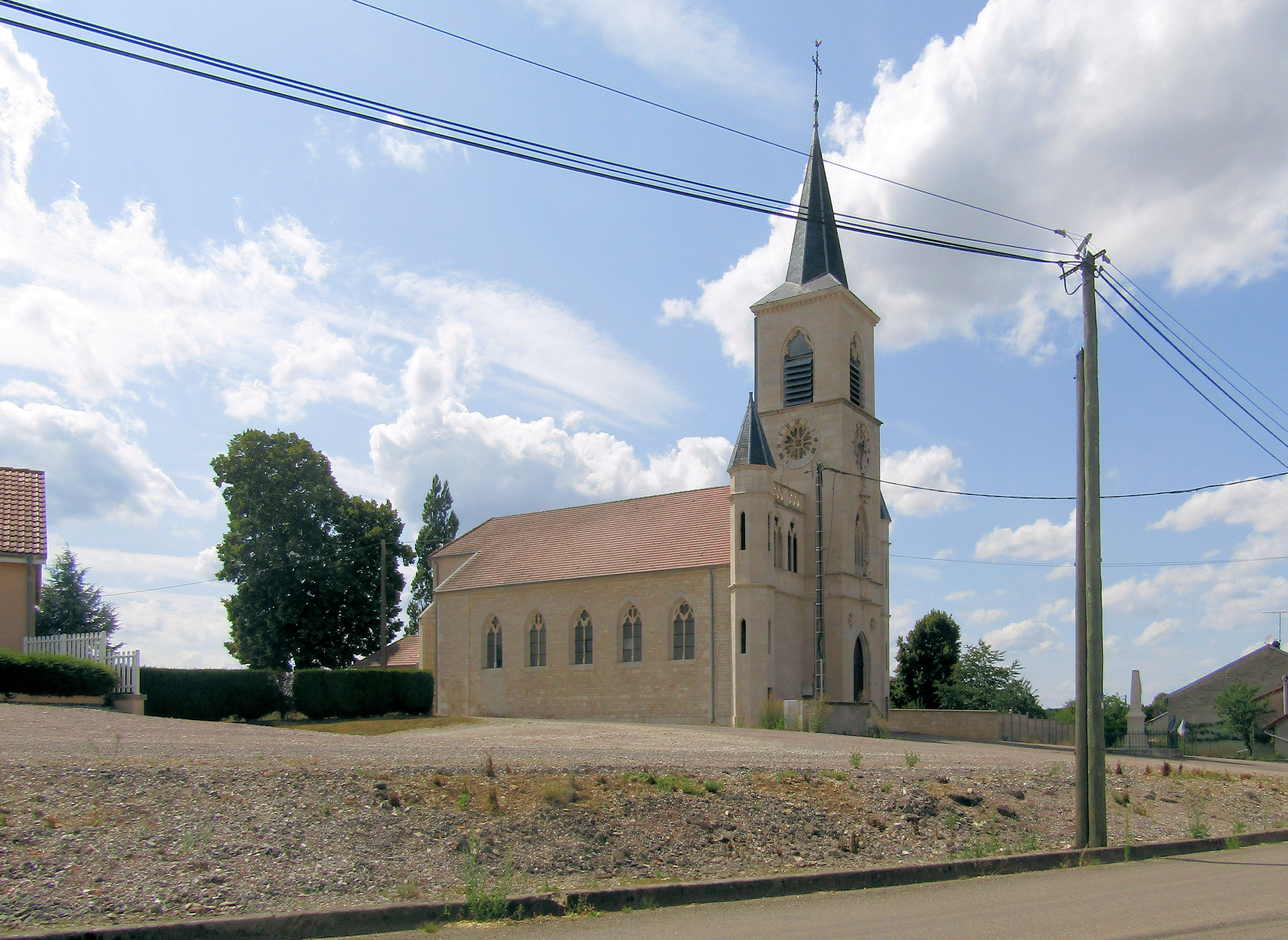
Kirche Saint-Thiébault
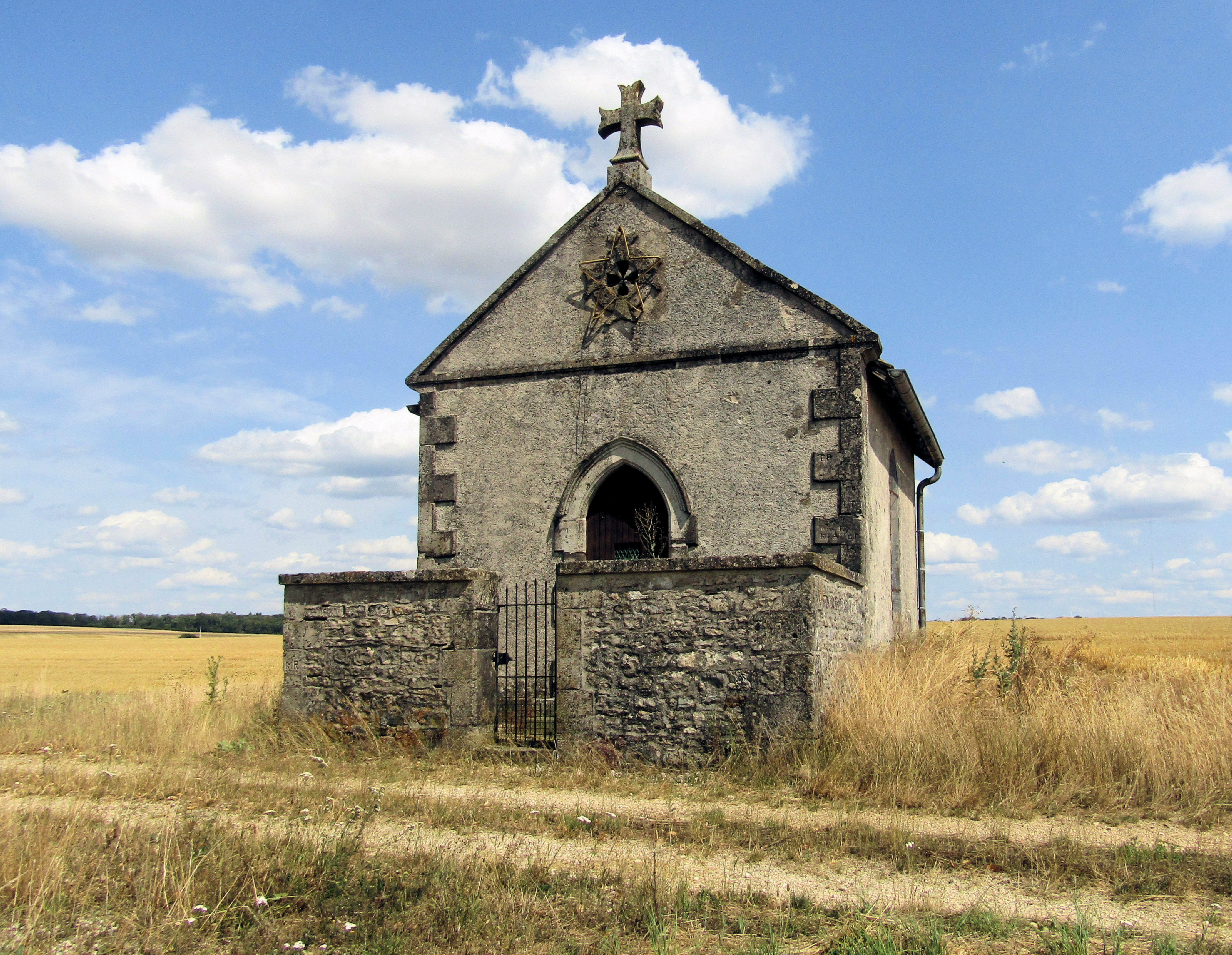
Kapelle Saint-Thiébault südwestlich des Dorfes
- Flurkreuz

- Kirche Saint-Thiébault
- Kapelle Saint-Thiébault

## Belege
1. ↑  Histoire de saint Thibaut. Ermitage Notre Dame de Bermont, abgerufen am 15. September 2017 (französisch).